# Jiří Vlach (sochař)
Akademický sochař Jiří Vlach (* 14. srpna 1946 Žarošice) je český sochař, medailér a pedagog. Jedná se o akademického sochaře, který vyučuje na (Střední uměleckoprůmyslové škole v Uherském Hradišti) od roku 1974, tuto školu také sám vystudoval v letech 1961-1965, dále pak studoval Vysoká škola uměleckoprůmyslová v Praze. Mezi jeho další studia patří studium na VŠUP v Praze u prof. Kavana. Je členem výtvarného Sdružení Q a skupiny Trojkolka.

## Životopis

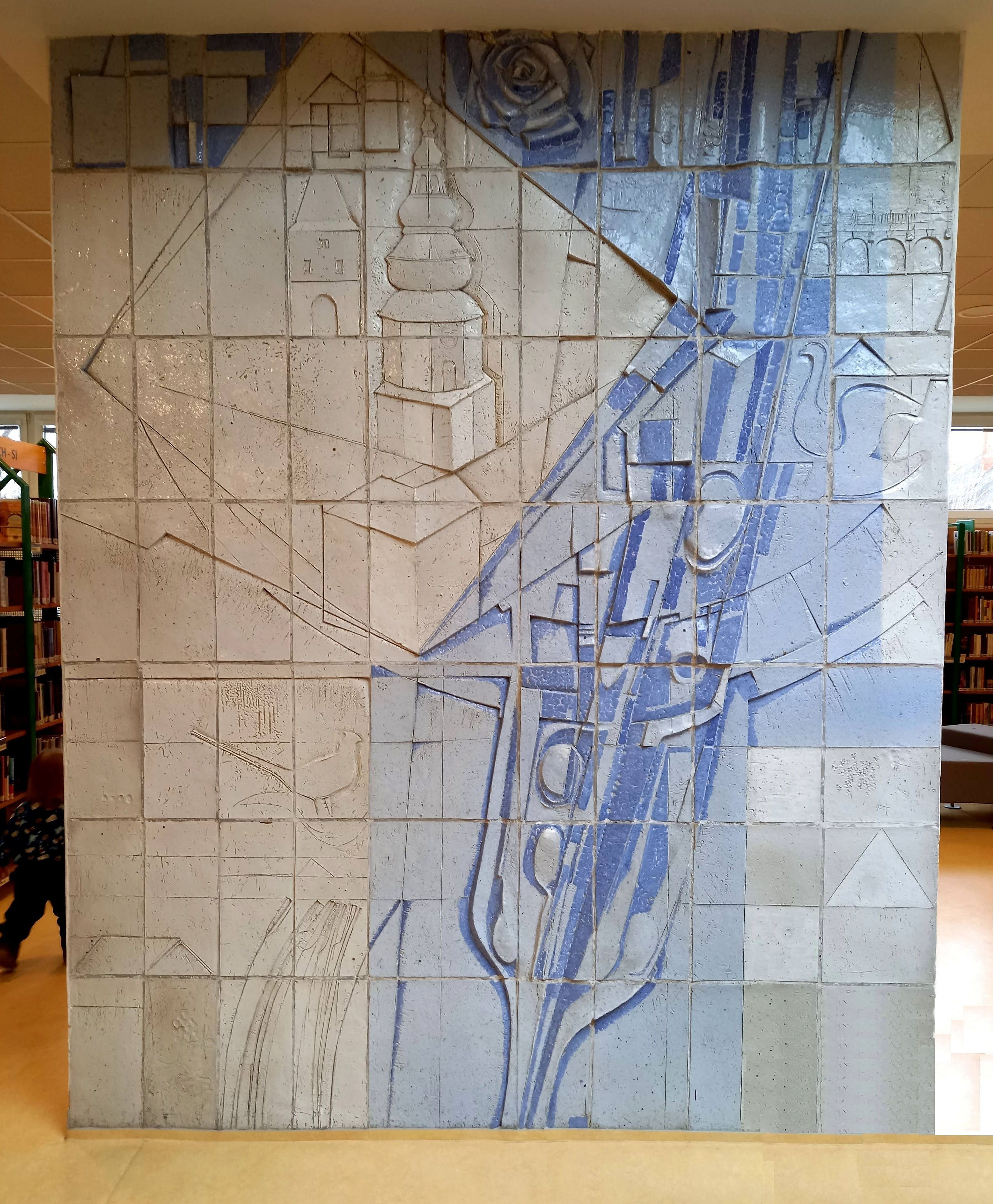
Reliéf "Kroměříž" od Jiřího Vlacha v klidové zóně ve středu Knihovny Kroměřížska

Akad. soch. Jiří Vlach se věnuje zejména reliéfní tvorbě (medaile, plaketa), komorní plastice a kresbě. Stal se osobností, která se významně podílí nejen na rozvoji výtvarného života města (Uherské Hradiště), ale současně patří k autorům, kteří mají obrovskou zásluhu na vzrůstu prestiže české moderní medailérské a komorní sochařské tvorby. V jeho rozsáhle koncipovaném žánrovém programu se objevují náměty filozofické, motivy ze světa přírody, záznamy představující zaujetí člověkem, pohybem lidského těla. Od roku 1974 se věnuje pedagogické činnosti (SUPŠ v Uh. Hradišti). Jeho díla jsou zastoupena ve významných českých i evropských galeriích a v soukromých sbírkách po celém světě. Je členem Asociace umělců medailérů, Sdružení Q, skupiny Trojkolka.

## Studia
- 1961 - 1965 Střední uměleckoprůmyslová škola Uherské Hradiště
- 1965–1972 VŠUP Praha - ateliér užitého sochařství (J. Kavan)

## Sympozia
- 1980 Dzintari (LV), Mezinárodní sochařské a medailérské sympozium.
- 1986 Siklós (H), Mezinárodní sympozium keramiky.
- 1988, 1990, 1992, 1994, 1997/1998, 2000, 2002, 2005, 2007, 2009 Uherské Hradiště, 1. - 10. ročník Mezinárodního sympozia lité medaile, plakety a drobné plastiky.
- 1989 Kremnica, II. Mezinárodní kvadrienále medaile.
- 1995, 2001 Nyíregyháza-Sóstó (H), 19. a 25. mezinárodní sochařské sympozium.
- 1999, 2001 Uherské Hradiště, Trojkolka (1.a 2. sympozium umělecké skupiny se zahraniční účastí).

## Výstavy - samostatné
- 1977 Brno, Dům pánů z Kunštátu (s J.Gajdošem)
- 1979 Olomouc, Oblastní galerie výtvarného umění, Grafický kabinet, komorní plastika a kresby.
- 1979 Žarošice, ZŠ, Komorní plastika a kresby.
- 1979 Budapešť, (H), Galerie H.
- 1982 Berlín (NDR), Klub J. R. Bechera.
- 1982 Lipsko (NDR), Kultur und Informationszentrum der Tschechoslowakei.
- 1982 Dessau (NDR), Bauhaus (s J. Brožkem a F. Hanáčkem).
- 1983 Brno, Moravská Galerie.
- 1983 Hodonín , Galerie výtvarného umění, Medaile, plakety, plastiky a kresby.
- 1984 Gottwaldov (Zlín), Oblastní galerie výtvarného umění, Grafický kabinet.
- 1984 Valtice, zámek.
- 1984 Varšava (PL), (s K.Kedzierski, E. Ligeti)
- 1990 Cheb, Galerie výtvarného umění.
- 1990 Trenčín, Galerie M.A. Bazovského.
- 1993 Kremnica (SK), Muzeum mincí a medailí.
- 1996 Ostřihom (H), Duna Múzeum, Európa Közép Galéria.
- 2001 Uherské Hradiště, Galerie Slováckého muzea.
- 2002 Znojmo, JMM, DU; Olomouc, Galerie G.
- 2004 Brno, MZM, Mramorové sály Biskupského dvora.
- 2004/2005 Uherský Brod, Galerie Panský dům.

## Výstavy - kolektivní
2000 Weimar (D), FIDEM,
2002 Paříž (F), FIDEM,
2003 Uh. Hradiště, Galerie Slováckého muzea; Hradec Králové, Muzeum východních Čech; Plzeň, Západočeská galerie,
2004 Jablonec nad Nisou, Muzeum skla a bižuterie, 4. medailérský salon, Plzeň, Západočeská galerie, IV. mezinárodní bienále kresby,
2005 Varšava (PL), České centrum, Šoproň (H), Galerie Körmendicsak, IV. mezinárodní bienále kresby,
2006 Brusel (B), Bergamo (I), Sala Manzu, IV. mezinárodní bienále kresby; Týn nad Vltavou, Sdružení Q; Wroclaw (PL), Muzeum architektury, Lodž (PL), Městská galerie, Warszawa (PL), Studio Gallery, III. mezinárodní výstava kresby; Plzeň, Západočeská galerie, V. mezinárodní bienále kresby.